# Judyta Gejzówna
Judyta – rzekoma druga żona Bolesława Chrobrego. 
O drugiej żonie Chrobrego wspomina Thietmar. Nie podaje jednak żadnych danych jej dotyczących oprócz sugestii, że pochodziła z Węgier. Drugie małżeństwo władcy, z którego narodził się Bezprym, trwało prawdopodobnie w latach 986-987. Bolesław rozwiódł się z pierwszą, nieznaną z imienia, żoną prawdopodobnie na przełomie 985/986, a  trzecią, Emnildę, poślubił w 987.
Imię Judyta, popularne w tamtej epoce, nadał anonimowej małżonce władcy Jan Długosz uznając jednocześnie, że była ona córką władcy węgierskiego Gejzy. Błąd kronikarza, powtarzany w starszej historiografii, został wyjaśniony przez Oswalda Balzera w Genealogii Piastów (1895).
Najnowsze badania węgierskich historyków oraz Błażeja Śliwińskiego wskazują na to, że matka Bezpryma mogła być córką księcia Siedmiogrodu Gyuli. Byłaby zatem siostrą Sarolty siedmiogrodzkiej, małżonki węgierskiego księcia Gejzy. Przypuszcza się, że jej imię mogło brzmieć Karolda.
Według aktualnego stanu wiedzy o drugiej żonie Bolesława Chrobrego da się powiedzieć tylko tyle, że małżeństwo zostało zawarte najprawdopodobniej w 986, małżonka urodziła Bezpryma, została odprawiona w 987, pochodziła z Węgier i prawdopodobnie wywodziła się z panującego rodu Arpadów lub ich konkurentów do władzy.